# Tapa (tkanina)

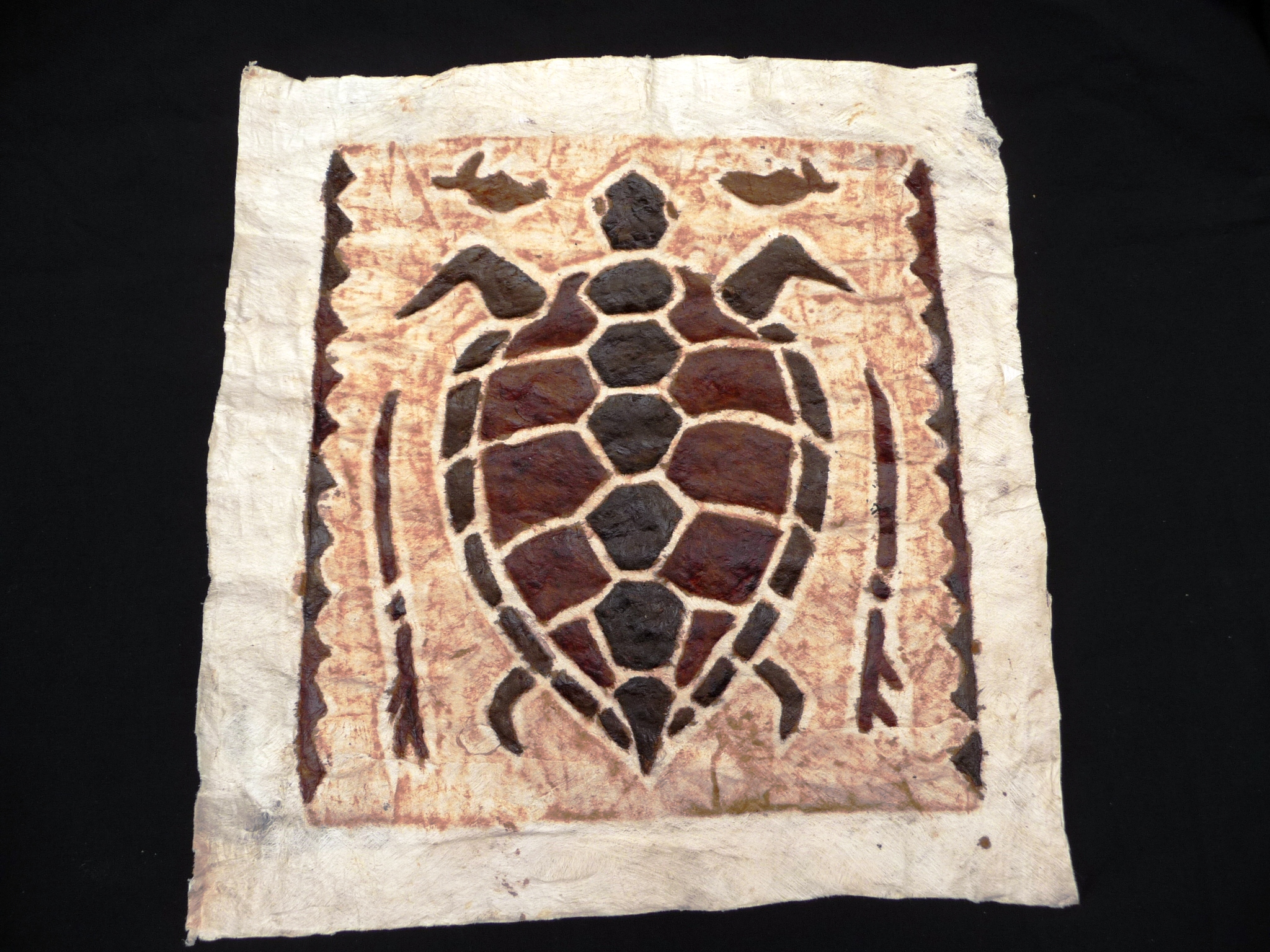
Tapa z wizerunkiem żółwia

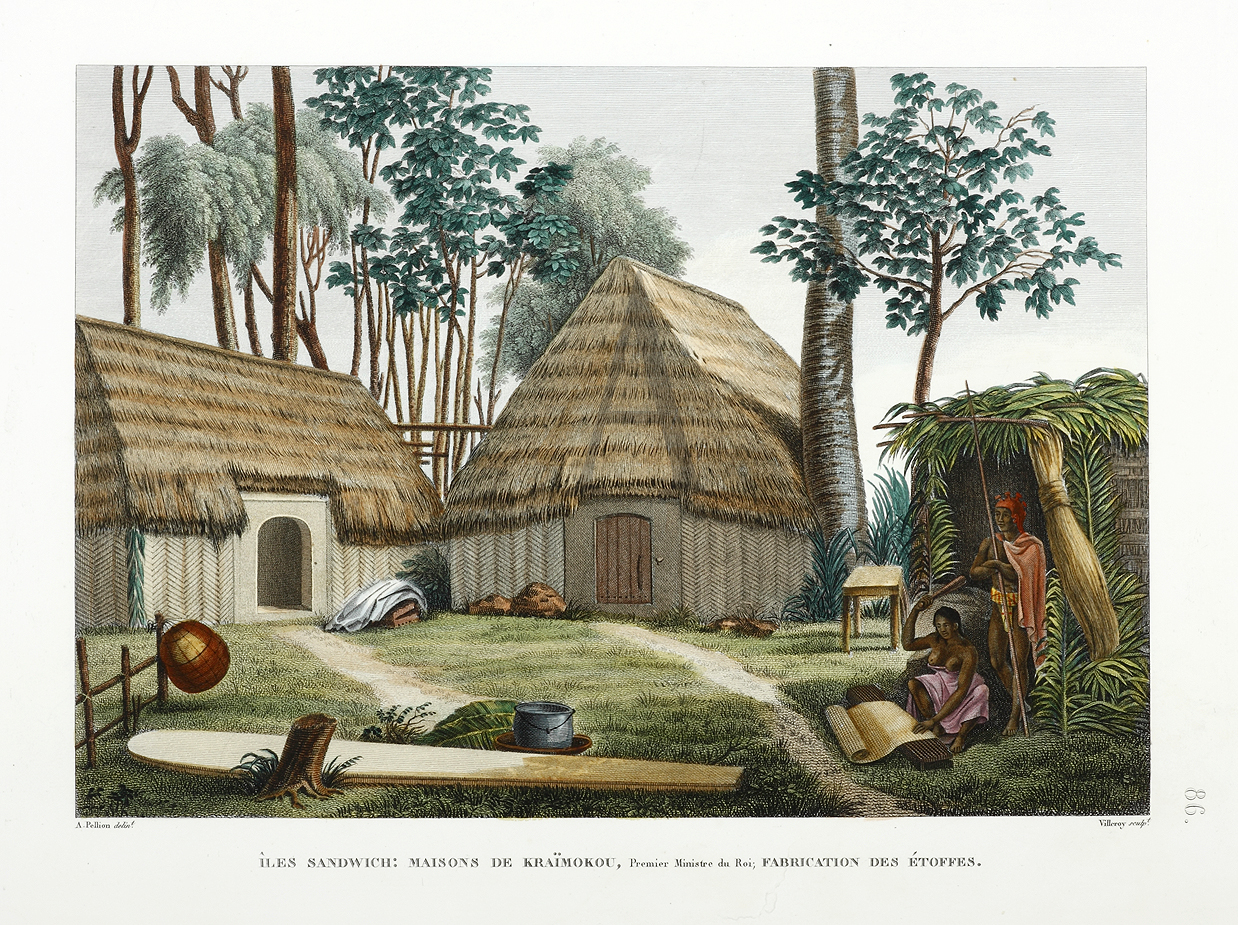
Obraz Alfonsa Pelliona pokazuje produkcję tapy

Tapa – polinezyjski materiał zrobiony z kory różnych drzew, przede wszystkim z rodziny morwowatych (z rodzajów morwa, brusonecja, figowiec). Do produkcji używane jest łyko drzew i krzewów, które po zwilżeniu jest ubijane na twardym podłożu tak długo, aż powstaje zbity, cieńszy lub grubszy podobny do filcu materiał.

## Historia
Pierwotnie na wyspach Pacyfiku, a później w południowej i środkowej Ameryce, w Afryce i południowej Azji tapa wykorzystywana jest do różnych celów – jako materiał do pisania i malowania oraz jako odzież. Do Europy pierwsze egzemplarze zostały przywiezione pod koniec XVIII wieku przez Jamesa Cooka, który odwiedził Tonga pod koniec XVIII wieku. Tkanina z kory jest powszechnie znana jako tapa w całej Polinezji, chociaż terminologia, dekoracje, barwniki i wzory różnią się na wyspach. Może nosić też inne nazwy: ngatu (Tonga), kapa (Hawaje), masi (Fidżi), siapo (Samoa) i hiapo (Niue).
Badania molekularne wykazały, że brusonecja chińska, zwana też morwą papierową – podstawowy surowiec do produkcji tapa, uprawiana na wyspach Oceanii, pochodzi z rozmnażanych wegetatywnie roślin rozprzestrzenionych z południowego Tajwanu w czasie migracji ludów austronezyjskich. Był to pierwszy istotny dowód z zakresu etnobotaniki dla pochodzenia tych ludów.

## Produkcja
Mężczyźni sadzą drzewa brusonecji chińskiej na plantacjach lub obok domu i opiekują się nimi. Gdy można z niego zacząć produkować tapa, kobiety zdejmują łyko (wewnętrzną korę drzewa) i moczą ją w wodzie przez noc, po czym umieszczają płasko na długim, drewnianym pniu i biją drewnianym czworokątnym młotkiem. Ma on trzy boki płaskie, ale czwarty jest nierówny, co pomaga w spilśnianiu łyka. Po zakończeniu ubijania kawałki tapy są zawieszane do wyschnięcia. Wysuszone łączy się klejem wykonanym z tapioki lub manioku. Aby je wzmocnić, łączy się zarówno wzdłuż, jak i wszerz. Jeden kawałek materiału może mieć około 30 cm szerokości. Tradycyjne łączy się 52 wzdłuż i 13 kawałków wszerz, aby otrzymać dużą tkaninę. Ilość elementów ma znaczenie, bo jest związana z 52 tygodniami w roku i 13 miesiącami księżycowymi. Po scaleniu kawałków, na wierzchu umieszcza się szablony, dzięki którym nanosi się wzory na tkaninę. Przed schowaniem tkaniny suszy się ją dodatkowo na słońcu.
Obecnie (stan na 2015) w Tonga wiele kobiet nadal wytwarza tradycyjne tapa, które od końca XIX wieku było wypierane przez bawełnę i wełnę. Tradycyjnie wykorzystywano go do produkcji ubrań, pościeli i draperii. Materiał dla ważnych osób był często specjalnie przygotowywany i dekorowany. Przygotowywano też tapa na specjalne okazje, takie jak urodziny i wesela. Było również używane do owijania wizerunków bóstw. Nawet dzisiaj tapa może być częścią rytuałów pogrzebowych.